# Meir Ya'ari
Meir Ya'ari (en hebreo: מאיר יערי‎; 24 de abril de 1897 - 21 de febrero de 1987) fue un político, educador y activista social israelí. Se desempeñó como líder de Hashomer Hatzair, Kibbutz Artzi y el Mapam, además de como miembro de la Knéset.

## Biografía
Meyer Wald, posteriormente conocido como Meir Ya'ari, nació en Kańczuga, en la región de Galitzia de Austria-Hungría, en 1897. Su familia era descendiente del rabino jasídico Elimelech de Lizhensk. A los seis meses de edad, él y su familia se mudaron a Rzeszów, donde creció. Con el tiempo, se involucró activamente en el movimiento juvenil Tze'irei Zion. Durante el estallido de la Primera Guerra Mundial su familia se trasladó a Viena. A los 17 años, se enlistó como voluntario en el ejército austríaco, donde sirvió como oficial hasta el fin del conflicto. Posteriormente, estudió en la Academia de Agricultura de la Universidad de Viena. En 1919 cofundó y codirigió la sucursal vienesa de Hashomer Hatzair. En 1920 hizo aliá a Palestina, donde trabajó en la moshava Kinneret y en el grupo Gdud HaAvoda, encargándose de pavimentar caminos desde Tiberíades hasta Tzemah y Tabgha.En 1923 se casó con Anda Karp.
Su nieto, Yedidya Ya'ari, es un general retirado de las Fuerzas de Defensa de Israel.

## Activismo sionista

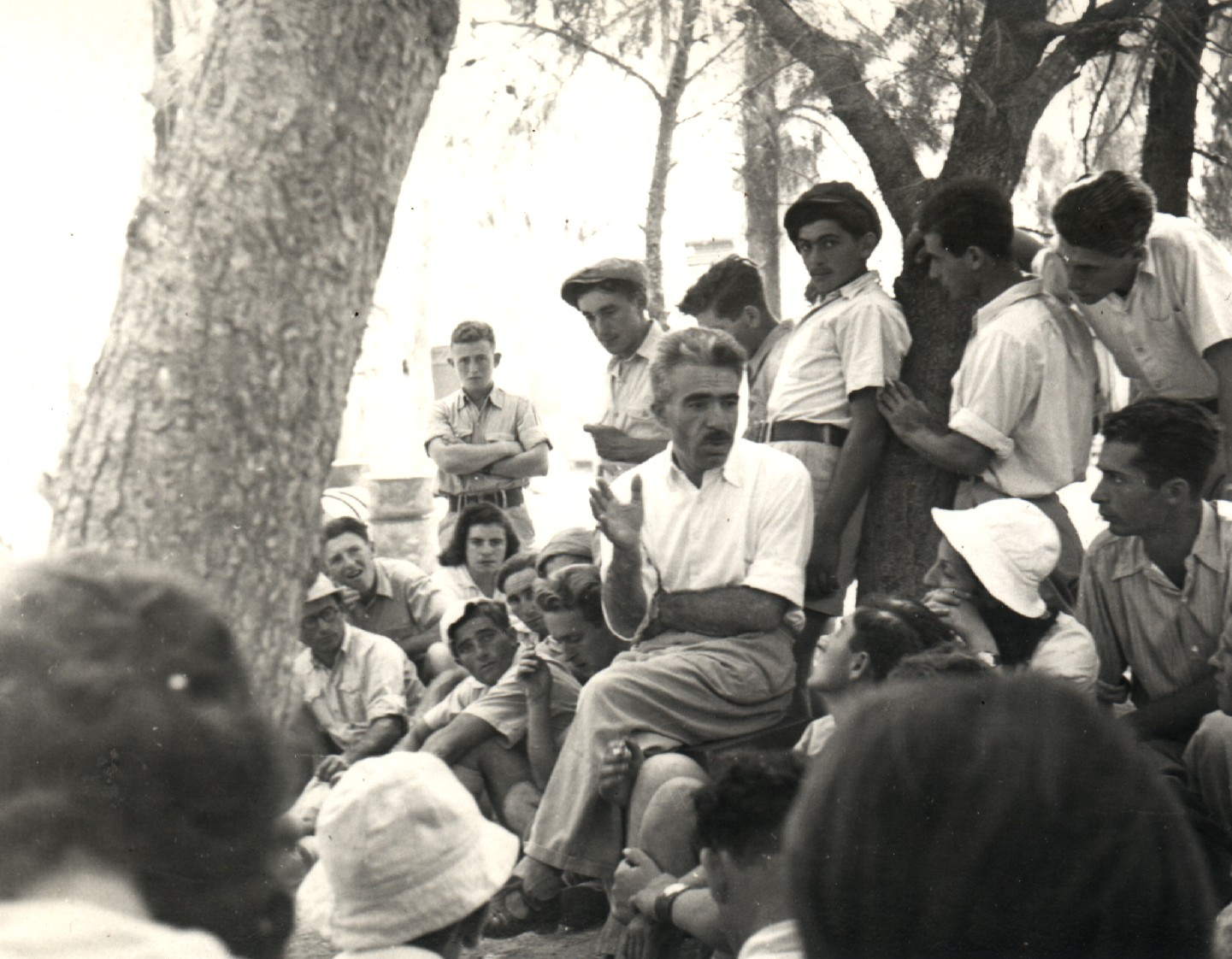
Ya'ari junto a sus seguidores.

Ya'ari fue uno de los fundadores de Bitania, el primer asentamiento colectivo de Hashomer Hatzair. Además, participó en la fundación del sindicato de trabajadores Histadrut. A partir de 1924, ocupó el cargo de secretario de Hashomer Hatzair Global.
En 1927 fundó el movimiento Kibbutz Artzi y fue elegido como su secretario, contribuyendo también a la redacción de sus principios. En 1929 estuvo entre los fundadores del kibutz Merhavia, lugar donde residió hasta su muerte.

## Vida política
Fue uno de los fundadores del Mapam en 1948 y ejerció como líder del mismo, aparte de servir como su secretario general hasta 1973. También ocupó un escaño en la Knéset como representante del Mapam desde la primera hasta la séptima legislatura (1949-1973). Durante la primera legislatura formó parte del comité de la Knéset, y entre la quinta a la séptima, fue miembro del Comité de Asuntos Exteriores y Defensa.
Compartió el liderazgo del movimiento con Yaakov Hazan en una posición casi equivalente. Durante muchos años, dirigieron juntos Hashomer Hatzair y el Mapam. A pesar de ocupar los dos primeros puestos en la lista del Mapam, tomaron la decisión conjunta de no asumir cargos ministeriales para poder concentrarse en las actividades ideológicas y educativas del movimiento.

## Pensamiento
Como líder e ideólogo de Hashomer Hatzair, buscó y logró transformar lo que originalmente era un movimiento juvenil de naturaleza similar a los scout británicos, en una asociación política con una plataforma de izquierda bien definida que integraba el sionismo con el marxismo.
Protestó contra el activismo de David Ben-Gurion y la orientación moderada del socialismo del Mapai. De igual manera, valoraba positivamente los logros del socialismo revolucionario en la Unión Soviética, aunque criticaba su actitud hacia el sionismo. En la década de 1940 se opuso al Programa Biltmore y respaldó la solución de un solo Estado.
Durante los primeros años de Israel, se opuso a la participación de su partido en la coalición y criticó abiertamente la orientación occidental del gobierno, así como la concepción de la nacionalidad, el Acuerdo de Reparaciones y la ley marcial. Inicialmente, respaldó a la Unión Soviética e intentó, junto con Moshe Sneh, introducir la ideología de Hashomer Hatzair en el Mapam. Sin embargo, la revelación de las injusticias del régimen de Stalin provocó un quiebre en la orientación marxista, que desembocó en la expulsión de Moshe Sneh y sus seguidores del partido en 1953. Con el tiempo, disminuyó su admiración por la Unión Soviética y aumentó su disposición a cooperar con el Mapai, culminando en la unión del Mapam con el Mapai en una coalición de gobierno en 1955. Tras la Guerra de los Seis Días, adoptó una postura relativamente belicista al oponerse a la retirada inmediata de los territorios ocupados. En 1969 apoyó la alianza del Mapam con el Mapai como parte del Alineamiento; y en 1984, apoyó la permanencia en el Alineamiento hasta la formación del gobierno de unidad nacional de 1984.

## Legado político
En su honor, en 1993 se fundó la Asociación para la Educación Progresista en Honor a Meir Ya'ari (YAARI). A lo largo de las últimas décadas, YAARI ha desarrollado e implementado numerosos programas educativos en Israel y el extranjero. Asimismo, YAARI colaboró en el proyecto Act Beyond Borders (Actuar más allá de las fronteras), desarrollado por la ONG chipriota Future Worlds Center con el respaldo de la Comisión Europea. Este proyecto promovía la reconciliación tanto entre israelíes y palestinos, así como en Chipre, a través de la educación y el diálogo.